# Пейн, Коннор
Коннор Томас Пейн (англ. Connor Thomas Pain; 11 ноября 1993, Гонконг) — австралийский футболист, вингер клуба «Уэстерн Юнайтед» и сборной Австралии.
Коннор — внук известного ирландского футболиста, участника чемпионата мира 1958 года Томми Кейси. Отец Коннора, Крейг — известный игрок в регби.
Коннор родился в Гонконге в семье выходцев из Англии. В восемь лет он вместе с родителями переехал в Австралию.

## Клубная карьера
Пейн начал карьеру в выступая за малоизвестные клубы «Малверн Сити» и «Бентли Гринс». В 2013 году он подписал контракт с «Мельбурн Виктори». 2 февраля в матче против «Мельбурн Харт» Коннор дебютировал в Эй-лиге. 16 февраля в поединке против «Уэстерн Сидней Уондерерс» он забил свой первый гол за клуб. В 2015 году Пейн выиграл чемпионат и Кубок Австралии в составе «Виктори».
Летом 2016 года Пейн был обменян в «Сентрал Кост Маринерс» на Митча Остина. 8 октября в матче против «Перт Глори» он дебютировал за новую команду. 6 ноября в поединке против «Аделаида Юнайтед» Пейн забил свой первый гол за «Сентрал Кост Маринерс».
14 апреля 2019 года Пейн подписал контракт с клубом-новичком Эй-лиги «Уэстерн Юнайтед».

## Международная карьера
В 2013 году в составе молодёжной сборной Австралии Пейн принял участие в молодёжном чемпионате мира в Турции. На турнире он сыграл в матчах против команд Сальвадора, Турции и Колумбии.
28 июля того же года в матче Кубка Восточной Азии против сборной Китая Коннор дебютировал за сборную Австралии.

## Достижения
Командные
 «Мельбурн Виктори»
- Чемпион Австралии — 2014/2015
- Обладатель Кубка Австралии — 2015